# یک روز سخت
یک روز سخت (انگلیسی: A Hard Day) فیلمی در ژانر دلهره‌آور و جنایی است که در سال ۲۰۱۴ منتشر شد. از بازیگران آن می‌توان به لی سون کیون و چو جین وونگ اشاره کرد.

## داستان
داستان در مورد کارآگاهی به نام "گو گئون سو" است که یک شب در حالی که برای مراسم تشییع جنازه مادرش میرود، با ماشینش به یک عابر میزند و او را به قتل میرساند و...

## بازسازی
این فیلم در چین با عنوان صلح‌شکن ۲۰۱۷، در فیلیپین یک روز سخت ۲۰۲۱، در فرانسه بی‌قرار ۲۰۲۲ و در ژاپن روزهای‌سخت ۲۰۲۳ بازسازی شده است.